# Luigi Valsecchi
Luigi Valsecchi (Venezia, 17 agosto 1921 – Venezia, 21 ottobre 1989) è stato un allenatore di calcio e calciatore italiano, di ruolo portiere.

## Carriera

### Giocatore
In gioventù ha militato nel Venezia. Durante la carriera agonistica ha collezionato 4 presenze in Serie A con il Palermo nella stagione 1948-1949.
Chiude la carriera con un quadriennio a Ragusa.

### Allenatore
Nel 1954-1955 subentra a Pietro Sforzin sulla panchina del Ragusa alla 12ª giornata; nel 1955-1956 la squadra vince la Promozione.
Da allenatore è stato per anni secondo di Carmelo Di Bella ed ha allenato il Catania nella massima serie nel 1966. È stato a più riprese tecnico dei rossazzurri in Serie B.
Ha allenato anche il Paternò in Serie D, il Milazzo e il Barcellona in Prima Categoria.
Nel 1975-1976 inizia il campionato sulla panchina del Ragusa, in Serie D, sostituito dalla 14ª da Carmelo Del Noce.
Nel febbraio 1978, dopo le dimissioni di Bisi, è stato ingaggiato come allenatore del Caltagirone.

## Palmarès

### Giocatore

#### Competizioni nazionali
- Campionato italiano di Serie B: 1

Palermo: 1947-1948

### Allenatore

#### Competizioni nazionali
- Promozione: 1

Ragusa: 1956-1957